# Hélder Costa
 (août 2025).
Hélder Sousa Wander de Azevedo e Costa, plus connu sous le nom de Hélder Costa, est un footballeur international angolais né le 12 janvier 1994 à Luanda en Angola. Il joue comme ailier droit au GD Estoril-Praia.

## Biographie

### En club
Il fait ses débuts professionnels avec le Benfica B le 11 août 2012, dans un match de Segunda Liga contre le SC Braga B, où il dispute 72 minutes au poste d'ailier. Le 25 janvier 2014, il fait ses grands débuts avec Benfica contre Gil Vicente en Coupe de la Ligue.
À partir du 19 janvier 2015, il est prêté six mois au Deportivo La Corogne, où il ne dispute que six rencontres. Le 10 juillet 2015, il est à nouveau prêté, cette fois-ci à l'AS Monaco. Non conservé par le club de la Principauté, il enchaîne avec un troisième prêt, aux Wolverhampton Wanderers.
Le 31 janvier 2017, il rejoint Wolverhampton Wanderers.
Le 3 juillet 2019, il est prêté à Leeds United.

### En équipe nationale
Il participe avec les sélections portugaises au championnat d'Europe des moins de 19 ans 2013 organisé en Lituanie, puis au Tournoi de Toulon 2014. Lors du championnat d'Europe, il atteint les demi-finales de la compétition, en étant éliminé par la Serbie. Par la suite lors du Tournoi de Toulon, il inscrit trois buts.

## Statistiques détaillées

### En club
| Saison                | Club                           | Championnat           | Championnat | Championnat | Coupe nationale | Coupe nationale | Coupe de la Ligue | Coupe de la Ligue | Compétition(s) continentale(s) | Compétition(s) continentale(s) | Compétition(s) continentale(s) | Total | Total |
| Saison                | Club                           | Division              | M.          | B.          | M.              | B.              | M.                | B.                | Comp.                          | M.                             | B.                             | M.    | B.    |
| 2012-2013             | Benfica B                      | Segunda Liga          | 12          | 0           | 0               | 0               | 0                 | 0                 | -                              | -                              | -                              | 12    | 0     |
| 2013-2014             | Benfica B                      | Segunda Liga          | 37          | 8           | 0               | 0               | 0                 | 0                 | -                              | -                              | -                              | 37    | 8     |
| 2013-2014             | Benfica Lisbonne               | Liga Sagres           | 0           | 0           | 0               | 0               | 1                 | 0                 | C1+C3                          | 0+0                            | 0                              | 1     | 0     |
| 2014-2015             | Benfica B                      | Segunda Liga          | 23          | 7           | 0               | 0               | 0                 | 0                 | -                              | -                              | -                              | 23    | 7     |
| Sous-total            | Sous-total                     | Sous-total            | 72          | 15          | 0               | 0               | 1                 | 0                 | -                              | 0                              | 0                              | 73    | 15    |
| 2014-2015             | Deportivo La Corogne (prêt)    | Liga BBVA             | 6           | 0           | 0               | 0               | -                 | -                 | -                              | -                              | -                              | 6     | 0     |
| Sous-total            | Sous-total                     | Sous-total            | 6           | 0           | 0               | 0               | 0                 | 0                 | -                              | 0                              | 0                              | 6     | 0     |
| 2015-2016             | AS Monaco (prêt)               | Ligue 1               | 25          | 3           | 3               | 2               | 0                 | 0                 | C1+C3                          | 0                              | 0                              | 28    | 5     |
| Sous-total            | Sous-total                     | Sous-total            | 25          | 3           | 3               | 2               | 0                 | 0                 | -                              | 0                              | 0                              | 28    | 5     |
| 2016-2017             | Wolverhampton Wanderers (prêt) | Championship          | 35          | 10          | 3               | 1               | 2                 | 1                 | -                              | -                              | -                              | 40    | 12    |
| 2017-2018             | Wolverhampton Wanderers        | Championship          | 7           | 0           | 0               | 0               | 1                 | 0                 | -                              | -                              | -                              | 8     | 0     |
| Sous-total            | Sous-total                     | Sous-total            | 42          | 10          | 3               | 1               | 3                 | 1                 | -                              | 0                              | 0                              | 48    | 12    |
| Total sur la carrière | Total sur la carrière          | Total sur la carrière | 145         | 28          | 6               | 3               | 4                 | 1                 | -                              | 0                              | 0                              | 155   | 32    |

## Palmarès

### En club
- Wolverhampton Wanderers
  - Champion d'Angleterre de D2 en 2018.

- Leeds United
  - Football League Championship (D2) en 2020.

### En sélection
- Vainqueur de la Ligue des nations de l'UEFA 2018-2019